# ميلان كوهوت
ميلان كوهوت  (بالتشيكية: Milan Kohout)‏ (من مواليد عام 1955 في بلزن، تشيكوسلوفاكيا ) هو فنان وأديب ومحاضر جامعي في الولايات المتحدة. وكان من بين الموقعين على إعلان ميثاق حقوق الإنسان رقم 77 ضد الحكومة الشيوعية في تشيكوسلوفاكيا.